# Get Busy
"Get Busy" é uma canção de dancehall e reggae lançada pelo jamaicano Sean Paul e incluída no álbum Dutty Rock. Paul descreveu-a como "principalmente uma música de festa. Não é só sobre fumar maconha". "Get Busy" liderou a Billboard Hot 100 dos EUA por três semanas em maio de 2003 e também alcançou o primeiro lugar na Itália e na Holanda, ficando no top 10 em mais 11 países. Em 10 de maio de 2003, a canção foi apresentada no Saturday Night Live.

## Composição
"Get Busy" foi escrita na tonalidade de fá menor, com 100 batidas por minuto.

## Paradas musicais

### Paradas semanais
| Parada (2003)                                | Melhor posição |
| -------------------------------------------- | -------------- |
| Austrália (ARIA)                             | 4              |
| Austrália (ARIA Urban Singles Chart)         | 3              |
| Áustria (Ö3 Austria Top 75)                  | 4              |
| Bélgica (Ultratop 50 de Flandres)            | 3              |
| Bélgica (Ultratop 50 da Valônia)             | 3              |
| Canadá CHR (Nielsen BDS)                     | 2              |
| Colômbia (Notimex)                           | 4              |
| República Checa (IFPI)                       | 9              |
| Dinamarca (Hitlisten)                        | 4              |
| Europa (Eurochart Hot 100)                   | 3              |
| Finlândia (Suomen virallinen lista)          | 17             |
| França (SNEP)                                | 8              |
| Alemanha (Offizielle Deutsche Charts)        | 3              |
| Hungria (Dance Top 40)                       | 1              |
| Hungria (Rádiós Top 40)                      | 17             |
| Hungria (Single Top 40)                      | 9              |
| Irlanda (IRMA)                               | 14             |
| Itália (FIMI)                                | 1              |
| Países Baixos (Dutch Top 40)                 | 1              |
| Países Baixos (Single Top 100)               | 1              |
| Nova Zelândia (Recorded Music NZ)            | 19             |
| Noruega (VG-lista)                           | 2              |
| Romênia (Romanian Top 100)                   | 3              |
| Escócia (Scottish Singles Chart)             | 11             |
| Suécia (Sverigetopplistan)                   | 4              |
| Suíça (Schweizer Hitparade)                  | 2              |
| Reino Unido (UK Singles Chart)               | 4              |
| Reino Unido (OCC UK R&B)                     | 2              |
| Estados Unidos (Billboard Hot 100)           | 1              |
| Estados Unidos (Billboard R&B/Hip-Hop Songs) | 1              |
| Estados Unidos (Billboard Hot Rap Songs)     | 2              |
| Estados Unidos (Billboard Mainstream Top 40) | 3              |
| Estados Unidos (Billboard Rhythmic)          | 1              |

### Paradas de fim de ano
| Paradas (2003)                    | Posição |
| --------------------------------- | ------- |
| Austrália (ARIA)                  | 45      |
| Áustria (Ö3 Austria Top 40)       | 19      |
| Bélgica (Ultratop 50 Flandres)    | 11      |
| Bélgica (Ultratop 50 Valônia)     | 17      |
| França (SNEP)                     | 33      |
| Alemanha (Official German Charts) | 15      |
| Itália (FIMI)                     | 4       |
| Holanda (Dutch Top 40)            | 21      |
| Holanda (Single Top 100)          | 13      |
| Romênia (Romanian Top 100)        | 36      |
| Suécia (Sverigetopplistan)        | 24      |
| Suíça (Schweizer Hitparade)       | 3       |
| Reino Unido (OCC)                 | 64      |
| Reino Unido (Music Week)          | 21      |
| EUA Billboard Hot 100             | 3       |
| EUA Hot R&B/Hip-Hop (Billboard)   | 8       |
| EUA Hot Rap Tracks (Billboard)    | 4       |
| EUA Mainstream Top 40 (Billboard) | 15      |
| EUA Rhythmic Top 40 (Billboard)   | 14      |

### Paradas de fim de década
| Parada (2000–2009)       | Posição |
| ------------------------ | ------- |
| Holanda (Single Top 100) | 97      |
| EUA Billboard Hot 100    | 50      |

## Certificados
| Região                                                                                                  | Certificação | Vendas     |
| --- | ------------ | ---------- |
| Austrália (ARIA)                                                                                        | Ouro         | 52 500^    |
| Áustria (IFPI Austria)                                                                                  | Ouro         | 15 000*    |
| Bélgica (BEA)                                                                                           | Ouro         | 25 000*    |
| Canadá (Music Canada)                                                                                   | 2× Platina   | 25 000^    |
| Dinamarca (IFPI Dinamarca)                                                                              | Ouro         | 45,000^    |
| França (SNEP)                                                                                           | Prata        | 125 000*   |
| Alemanha (BVMI)                                                                                         | Platina      | 300,000^   |
| Itália (FIMI)                                                                                           | Platina      | 75 000*    |
| Japão (RIAJ)                                                                                            | Ouro         | 100 000^   |
| Noruega (IFPI Noruega)                                                                                  | Platina      | 15 000*    |
| Espanha (PROMUSICAE)                                                                                    | Ouro         | 10 000^    |
| Suécia (GLF)                                                                                            | Ouro         | 15 000^    |
| Suíça (IFPI Switzerland)                                                                                | Ouro         | 20 000^    |
| Reino Unido (BPI)                                                                                       | Platina      | 504,000    |
| Estados Unidos (RIAA)                                                                                   | Platina      | 1,000,000^ |
| *números de vendas baseados somente na certificação ^números de vendas baseados somente na certificação |              |            |

## Histórico de lançamento
| Região         | Data                  | Formato(s)             | Gravadora(s) | Ref.   |
| -------------- | --------------------- | ---------------------- | ------------ | ------ |
| Estados Unidos | 27 de janeiro de 2003 | Contemporary hit radio | VP Atlantic  | [ 74 ] |
| Reino Unido    | 12 de maio de 2003    | Vinil CD               | VP Atlantic  | [ 75 ] |
| Austrália      | 9 de junho de 2003    | CD                     | VP Atlantic  | [ 76 ] |